# Bus-Saint-Rémy

Bus-Saint-Rémy este o comună în departamentul Eure, Franța. În 1 ianuarie 2018 avea o populație de 342 de locuitori.